# Bessatsu Friend
Bessatsu Friend (別冊フレンド?, Bessatsu Furendo), abbreviato anche in Betsufure (別フレ?), è una rivista contenitore di  manga shōjo pubblicata dalla casa editrice Kōdansha a cadenza mensile, esce il giorno 8 di tutte le mensilità.
È dedicata principalmente al pubblico femminile con target di riferimento tra i 12 e i 16 anni.
Autrici di punta che hanno lavorato per la testata sono Fuyumi Sōryō, Waki Yamato, Miwa Ueda, Chieko Hosokawa, Ayu Watanabe

## Storia
La rivista venne fondata nel marzo del 1965 ed era inizialmente intesa come una pubblicazione addizionale a Shojo Friend, altro contenitore shojo di Kodansha, il nome bessatsu ne indica ancora oggi l'origine come allegato.
In seguito al successo ottenuto, Betsufure ha acquisito negli anni la dignità di una rivista principale a tutti gli effetti.
Nel 2005 una delle serie della rivista, Eden no Hana e l'autrice Yoki Suetsugu sono state coinvolte in un'accusa di plagio di contenuti che la mangaka, ha ammesso di aver copiato da Slam Dunk e Real di Takehiko Inoue, a seguito dell'episodio la rivista ha cancellato tutte le pubblicazioni di Suetsugu, interrompendo la serializzazione di Silver che era al momento in corso.
La tiratura di Betsufure al settembre 2016 era di circa 70 500 copie mensili.

## Mangaka e serie suBessatsu Friend
In ordine alfabetico per titolo originale romanizzato

### 0-9
- 100% no Kimi e di Yuki Suetsugu (2004)
- 17 di Machiko Sakurai (2008 - 2010)
- 17-sai di Rin Mikimoto (2007)
- 99% Cacao di Ririko Yoshioka (2007)

### A
- Abenoseimei Love Stories: Banquet of Flowers di Tami Takada
- Abenoseimei Love Stories: The Flower-Blossom Girl di Tami Takada
- Abenoseimei Love Stories: The Flower-Crown Princess di Tami Takada
- Akkan Baby di Saya Miyauchi (2001 - 2002)
- Akogare di Chieko Hosokawa (1970)
- Akuma de Junai di Satomi Ikezawa (1990)
- Ageha di Ayu Watanabe e Ami Sakurai (2006)
- Angel Wars di Miwa Ueda (1994)
- Ao Natsu di Atsuko Namba (2013 - in corso)
- Aruite Ikou di Miwa Ueda (2012 - 2014)

### B
- Bara to Ookami di Jun Yuzuki (2011 - 2012)
- BB Paradise di Yu Asagiri (1995)
- Boku no Robot di Megumi Hazuki (2012 - 2013)
- Boyfriend di Fuyumi Soryu (1985)
- Boys'n Girl di Kei Yasunaga (1997 - 2000)

### C
- Charai Hayama ni Kyun to Kita di Iroha Machino (2015 - 2016)
- Chicchai Toki kara Suki dakedo di Saki Haruki (2013 - 2017)
- Choukyouai di Noriko Kanou (2006)
- Cinderella☆Lesson di Rukana (2013)
- Coelacanth di Kayoko Shimotsuki (2007 - 2008)
- Crazy Lovers No.6 di Satoru Hiura (2000)

### D
- Dear Friends: Rina & Maki di Ayu Watanabe (2003)
- Deep Love: Ayu no Monogatari di Yū Yoshii (2005)
- Dengeki Love Machine di Tomoko Hayakawa (1999)
- Diva di Hiromu Ono (1989)
- Dynamite na Honey di Nachika Ozaki

### E
- Eden no Hana di Yuki Sutsugu (2000 - 2004)
- Edo Karuta di Arare Ame (2009)
- Eien no With di Saya Miyauchi (2003)

### F
- Fusuma Land 4.5 di Waki Yamato (1984)
- Futari no Table di Rumi Ichinose (2012 - 2013)

### G
- G-Senjou no Maria di Miwa Ueda (1988)
- Gakuen Ouji di Jun Yuzuki (2011)
- Gekkouju di Waki Yamato (1980)
- Glass no Kodou di Miwa Ueda (1996)
- Gokuraku Seishun Hockey Bu di Ai Morinaga (2005 - 2010)
- Gozen 0-ji, kiss shi ni kite yo di Rin Mikimoto (2015 - in corso)
- Guru Guru Pon-chan di Satomi Ikezawa (1997 - 2000)

### H
- H di Machiko Sakurai (2004 - 2005)
- Hajimari no Natsu di Ruka Ichinose (2010)
- Hanakanmuri no Hime di Tami Takada (2001)
- Hana-kun to Koisuru Watashi di Fuyu Kumaoka (2011 - in corso)
- Happy Tomorrow di Keiko Suenobu (1999)
- Haru no Ogawa wa Dokidoki Suru yo. di Mio Izumi (2014)
- Haru wa Akebono Satsujin Jiken di Waki Yamato (1977)
- Hira hira di Arare Ame (2007)
- Heart★Drop di Satoru Hiura (2001)
- Heaven!! di Shizuru Seino (2004)
- Hope di Keiko Suenobu (2013 - 2015)

### I
- Ichigo no Ouji to Entremets di Miwa Ueda (2014 - 2015)
- Ikenai Koto Kai? di Satoru Hiura (2005)
- It's Called Love di Keiko Suenobu (2002)

### J
- Joou no Houkago di Azusa Tachibana (2008)
- Junai Tokkou Taichou! di Shizuru Seino (2005 - 2009)
- Junai Tokkou Taichou! Maji di Shizuru Seino (2009 - 2010)
- Jūichinin Iru di Moto Hagio (1975)

### K
- Kageno datte Seishun Shitai di Yuka Kitagawa (2013 - in corso)
- Kamiki Kyoudai Okotowari di Yuji Onda (2015 - in corso)
- Kanna to Decchi di Ammitsu (2014 - 2016)
- Kanpeki☆Kareshi Kanojo di Maki Miyoshi (2009 - 2011)
- Kao ga Ii kara Yurushichau di Yui Harada (2016)
- Kare to Kanojo no Chiguhagu di manako (2014)
- Kare to Kanojo no Himitsu di Mari Kuramochi (2009)
- Kare wa Diablo di Kayoko Shimotsuki (2010 - 2011)
- Kare wa Tomodachi di Ririko Yoshioka (2010)
- Kawaii tte Itte yo di Atsuko Namba (2004)
- Kimi dake ni Ai wo. di Ayu Watanabe (2004)
- Kimi ga Inakya Dame tte Itte di Hatsuharu (2014)
- Kimi ga Suki di Ayu Watanabe (2006 - 2007)
- Kimi ga Tonari ni Iru nante di Umi Ishizawa (2015)
- Kimi ni Happiness di Ruka Ichinose (2011)
- Kimi no Kiss de Me wo Samasu di Hatsuharu (2014)
- Kimi no Kokoro Boku no Kokoro di Saya Miyauchi (2004)
- Kimi no Tonari di Yuuka Kitagawa (2008)
- Kimi to Koibana di Saki Haruki (2010)
- Kimi to Kyun Koi, Shiyou. di AA.VV.
- Kimi wa Boku no Takaramono di Satoru Hiura (1995)
- Kimi wa Kawaii Onnanoko di Rumi Ichinose (2015 - in corso)
- Kinkyori Renai di Rin Mikimoto (2007 - 2011)
- Kirara no Hoshi di Ai Morinaga (2010 - 2015)
- Koibumi Biyori di Asakura George (2000 - 2004)
- Koi no Akashingou di Nami Hibiki
- Koko kara Saki wa NG! di Mio Izumi e Yuuko Matsuda (2014 - 2015)
- Kono Koi ni Ichizu desu. di Ririko Yoshioka (2007)
- Koori no Joou di Rikachi (2013)
- Kousha no Ura ni wa Tenshi ga Umerareteiru di Kariko Koyama (2011 - 2014)
- Kyō no Kira-kun di Rin Mikimura (2012 - 2014)
- Kyo-Otoko to Isourou di Ishiko (2009 - 2012)
- Kurosaki-kun no iinari ni nante naranai di Makino (2014 - in corso)

### L
- Lady Love di Hiromu Ono (1981 - 1985)
- LDK di Ayu Watanabe (2009 - in corso)
- Life di Keiko Suenobu (2002 - 2009)
- Limit di Keiko Suenobu (2009 - 2011)
- Locomoco di Miwa Ueda (2011 - 2012)
- Love Charge di Miwa Ueda
- Love Mania Sock di Yuji Onda (2013)
- Love Motto Aishite di Rika Ouchi (2006)

### M
- Mainichi Kiss shite Ii desu ka? di Hatsuharu (2016 - in corso)
- Maria di Satoru Hiura (2003)
- Mars di Fuyumi Soryo (1996 - 2000)
- Mars Gaiden di Fuyumi Soryo
- Massugu ni Junai di Shizuku Seino (2004)
- Mayonaka no Ariadne di Kayoko Shimotsuki (2006 - 2007)
- Mikami-sensei no Aishikata di Hiro Aikawa (2014 - in corso)
- My Boyfriend di Mamoru Aoi (2016)
- My Hero! di Fuyu Kumaoka (2009 - 2010)

### N
- Naked di Saya Miyauchi (2002)
- Nishuukan Kareshi di Yui Harada (2013)
- Nude di Noriko Kanou (2000)

### O
- Oboreru Knife di Asakura George (2003 - 2014)
- Oh! My Darling di Miwa Ueda (1992)
- Oneesan no Jijou di Yu Asagiri
- Oneichan to Issho di  Suzu Minato (2003 - 2007)
- Only You: Tobenai Tsubasa di Yuki Suetsugu (1997 - 1999)
- Ore ga Mahou wo Kaketeyaru di Ishiko (2014 - 2015)
- Oretachi ni Ai wa Nai di Nao Hinachi (2007)
- Othello di Satomi Ikezawa (2001 - 2004)
- Otomegokoro di Ayu Watanabe (2008)
- Otonari wa 1-ken de 2-do Oishii di Yui Harada (2015 - 2016)
- Ouji-sama ni wa Doku ga Aru. di Jun Yuzuki (2015 - in corso)

### P
- Papillon di Miwa Ueda (2007 - 2009)
- Pink no Idenshi di Jun Yuzuki (2002 - 2006)
- Peach Girl di Miwa Ueda (1998 - 2004)
- Playgirl K di Satoru Hiura (1995)
- Power!! di Shizuru Seino (1999 - 2002)
- P to JK di Maki Miyoshi (2012 - 2020)
- Pure-Mari di Miwa Ueda (2010 - in corso)

### R
- Renai Shikiso di Yuu Yoshii (2001)

### S
- Seishun Otome Banchou! di Shizuru Seino (2012 - 2014)
- Seishun Panda! di Ayako Kimura (2008)
- Senpai to Issho di Makino
- Senpai to Kanojo di Atsuko Namba (2004 - 2005)
- Sensei, Anone. di Saki Haruki (2011)
- Sensei wa Warui Ko di Natsumi Misaki (2014 - 2015)
- Sheryl: Kiss in the Galaxy di Shoji Kawamori (2010 - 2012)
- Shiny Girl di Ruka Ichinose (2013 - 2014)
- Shiroi Jersey (2008)
- Shiro no Eden di Ririko Yoshioka (2010 - in corso)
- Shitsujisama to Himegoto di Saki Aoi (2008 - 2009)
- Shounen Shoujo Romance di Asakura George (2002)
- Silent Kiss di Rumi Ichinose (2013 - 2014)
- Silver di Yuki Sutsugu (cancellata dopo le accuse di plagio all'autrice)
- Sine Cosine Love Sign di Miwa Ueda (1900)
- Sprout di Atsuko Namba (2006 - 2008)
- Suki ni Naranai yo, Senpai di Hatsuharu (2015 - 2016)
- Suki Suki Daisuki♥ di Shizuru Seino (1998)
- Suki yori mo Chikaku di Makino (2012 - 2013)

### T
- Taiyou wa Kimi ni Kagayaku di Atsuko Namba (2003)
- Tamara di Fuyumi Soryu (2005)
- Tokyo Baby Game di Satoru Hiura
- Tonari no Atashi di Atsuko Namba (2008 - 2012)
- Tsuitemasu ka di Satomi Ikezawa (1993)
- Tsuki to Taiyou no Piece di Ririko Yoshioka (2011 - 2012)

### U
- Ue kara Kataomoi di Makino (2012)
- Ume ni Uguisu di Kinoko Higurashi
- Ura Peach Girl di Miwa Ueda (2004 - 2005)
- Usotsuki na Kanojo di Shizuku Seino (1999)

### V
- Veins di Kayoko Shimotsuki (2009)
- Vitamin di Keiko Suenobu (2001)

### W
- Wagamama na Junai di Yukio Ikeda (2003)
- Watashi ga Kieta! di Chie Watari (1988)
- Watashi ga Motete Dousunda di Junko (2013 - in corso)

### Y
- Yamato Nadeshiko Shichi Henge di Tomoko Hayakawa (2000 - in corso)
- Yami kara no Shoutaijou di Chie Watari (1987)
- Yukiko: Kagayaku Inochi di Mizuho Aimoto (1994)

### Z
- Zig x Zag di Kei Yasunaga (2000 - 2001)